# Liste der Provinzialstraßen in der Provinz Lüttich
Die Liste der Provinzialstraßen in der Provinz Lüttich listet die Provinzialstraßen in der belgischen Provinz Lüttich auf. Diese Straßen werden wegen ihrer Einbeziehung in das belgische Netz der N-Straßen auch als quartäre (= in der vierten Kategorie) Nationalstraßen bezeichnet.

## Provinzziffern
Die Provinzialstraßen werden in Belgien mit dem Buchstaben N und einer dreistelligen Zahl dargestellt. Die erste Ziffer gibt die jeweilige Provinz an. In der Provinz Lüttich ist dies die Ziffer 6.
Die weiteren Provinzialstraßen tragen in den anderen Provinzen die folgenden Anfangsziffern:
- 1 Antwerpen
- 2 Brabant: Region Brüssel-Hauptstadt sowie Provinzen Flämisch-Brabant und Wallonisch-Brabant
- 3 Westflandern
- 4 Ostflandern
- 5 Hennegau
- 7 Limburg
- 8 Luxemburg
- 9 Namur

## Provinzziffer 6
Der Straßenverlauf wird in der Regel von Nord nach Süd und von West nach Ost angegeben.
| Nr.       | Verlauf |
| --------- | --- |
| N 601     | N 30 in Chénée – |
| N 602     | N 671 – |
| N 603     | in Lüttich – in Lüttich |
| N 604     | N 608 in Visé – Dalhem – Saint-Remy – Housse – N 642 – Barchon – – Evegnée-Tignée – – Micheroux – N 621 – Olne – N 61 in Nessonvaux |
| N 606     | N 62 – Becco – N 697 |
| N 608     | N 618/N 653 in Visé – N 604 – Berneau – N 627 – Warsage – Provinzgrenze – (N 608 in der Provinz Limburg) – Provinzgrenze – ohne Ort, ohne Abzweig einer klassifizierten Straße – Provinzgrenze – (N 608 in der Provinz Limburg) – Provinzgrenze – N 648 – Provinzgrenze – (N 608 in der Provinz Limburg) – Provinzgrenze – N 642 – N 612 – Hombourg – Plombières – N 613 – Völkerich – Gemmenich – Staatsgrenze – (Niederlande) |
| N 609     | N 633 – – N 30 in Embourg |
| N 610     | in Lüttich – N 90 – – N 30 in Lüttich |
| N 612     | N 608 – in Henri-Chapelle |
| N 613     | N 608 in Plombières – Moresnet – |
| N 614     | (N 614 in der Provinz Limburg) – Provinzgrenze – – – N 637 – – Jehay – N 617 in Amay |
| N 615     | N 90 in Seraing – N 683 in Seraing |
| N 616     | N 30 in Harzé – – Lorcé |
| N 617     | in Lüttich – N 671 – – N 63 – – N 656 – Flémalle – N 677 – N 639 – Amay – N 696 – N 614 – Ampsin – N 684 – N 64 in Huy |
| N 618     | (N 618 in der Provinz Limburg) – Provinzgrenze – – Bassenge – N 619 – Houtain-Saint-Siméon – N 671 – Haccourt – N 608/N 653 in Visé |
| N 619     | (N 619 in der Provinz Limburg) – Provinzgrenze – Eben-Ebmael – N 671 – Wonck – N 618 in Bassenge |
| N 620     | N 61 in Dolhain – Goé – N 629 |
| N 621     | N 61 in Vaux-sous-Chevremont – Fléron – – N 673 – Ayeneux – N 604 – in Herve |
| N 622     | N 62 in Francorchamps – N 68 in Stavelot |
| N 623     | N 638 – N 831 – N 66 in Hamoir |
| N 624     | (N 624 in der Provinz Namur) – N 652 – Wasseiges – Ambresin – N 80 in Hannut |
| N 626     | ( in Deutschland) – Staatsgrenze – Losheimergraben – N 632 – Manderfeld – N 634 – Schönberg – N 695 – N 676 – N 646 – N 62 in Sankt Vith |
| N 627     | (N 627 in der Provinz Limburg) – Provinzgrenze – N 608 – Bombaye – Mortroux – Julémont – N 642 – Battice – Petit-Rechain – – N 61 in Verviers |
| N 629     | N 67 in Eupen – N 620 – Jalhay – N 672 – N 640 |
| N 630 (a) | N 637 – / – Hollogne-aux-Pierres |
| N 632     | N 62 – Waimes – N 676 – Bütgenbach – N 647 – N 692 – N 658 – Büllingen – N 626 – Losheimergraben – Staatsgrenze – ( in Deutschland) |
| N 633     | N 30 in Grivègnée – – Angleur – N 609 – N 663 – Tilff – N 689 – N 674 – Esneux – N 674 – N 638 – Poulseur – N 678 – Chanxhe – Rivage – N 654 – Aywaille – N 30 – – Sougné – N 666 – N 697 – N 645 – N 606 – Stoumont – N 686 – La Gleize – Coo – N 68 |
| N 634     | N 626 – Manderfeld – Berterath – Hergersberg – Staatsgrenze – ( in Deutschland) |
| N 636     | N 63 in Nandrin – Scry – N 66 – N 641 – Pailhe – N 97/N 983 in Havelange |
| N 637     | N 765 in Trognée – Boëlhe – N 755 – N 69 – N 65 – Faimes – Limont – N 614 – Vouroux-Goreux – Bierset – N 630 – Grâce-Hollogne – in Lüttich |
| N 638     | (N 638 in der N 638 in der Provinz Namur) – Provinzgrenze – Ocquier – N 641 – Provinzgrenze – (N 638 in der Provinz Luxemburg) – Provinzgrenze – ohne Ort, ohne Abzweig einer klassifizierten Straße – Provinzgrenze – (N 638 in der Provinz Luxemburg) – Provinzgrenze – N 623 – N 66 – Ouffet – Hody – N 683 – Tavier – N 683 – N 633 in Esneux                                                                               |
| N 639     | N 617 in Engis – N 90 – N 677 – Neuville-en-Condroz – Amerikanischer Militärfriedhof in Neuville-en-Condroz – N 63 – N 683 |
| N 640     | N 672 in Verviers – Jehanster – N 629 – – Sart-lez-Spa – – Cokaifagne – – N 62 in Francorchamps |
| N 641     | N 66 in Huy – N 636 – Modave – N 63 – Ochain – N 638 in Ocquier |
| N 642     | in Lüttich – Jupille – N 653/N 667 – ... – N 604 in Barchon – Blegny – Mortier – N 627 in Julémont – ... – N 650 – Aubel – N 648 – N 608 |
| N 643     | (N 643 in der Provinz Namur) – Provinzgrenze – Waret-l'Évêque – Héron – Lavoir – – Longpré – N 612 – N 652 – N 64 in Wanze |
| N 644     | N 90 – Ombret-Rawsa – Hermalle-sous-Huy – Clermont-sous-Huy – ... – N 90 – Ivoz-Ramet – N 677 |
| N 645     | N 633 – Les Forges – N 66 – N 651 – Lierneux – N 822 – Provinzgrenze – (N 645 in der Provinz Luxemburg) |
| N 646     | N 626 in Sankt Vith – – Staatsgrenze – (L 16 in Rheinland-Pfalz, Deutschland) |
| N 647     | N 676 in Sourbrodt – N 669 – Camp Elsenborn Lager – Elsenborn – N 632 in Bütgenbach |
| N 648     | (N 648 in der Provinz Limburg) – Provinzgrenze – N 649 – Aubel – N 642 – N 650 – in Battice |
| N 649     | N 650 – N 648 in Aubel |
| N 650     | N 649 – N 642 – N 648 in Aubel |
| N 651     | (N 651 in der Provinz Luxemburg) – Provinzgrenze – – Bra – N 645 – Les Villettes – N 66 in Basse-Bodeux |
| N 652     | N 624 in Wasseiges – Meeffe – Acosse – N 80 – Burdinne – Lamontzée – Mameffe – Huccorgne – Moha (– Abzweig zur N 643) – N 64 in Antheit |
| N 653     | (N 653 in der Provinz Limburg) – Provinzgrenze – Visé – N 608/N 618 – N 604 – Richelle – Cheratte – Wandre – N 667 – N 642/N 667 |
| N 654     | N 633 in Rivage – Comblain-au-Pont – Comblain-la-Tour – Comblain-Fairon – N 66 in Hamoir |
| N 656     | – N 617 in Jemeppe-sur-Meuse |
| N 657     | N 690 in Theux – – N 61 in Verviers |
| N 658     | Schoppen – Amel – N 676 – N 692 – N 632 – Büllingen – Rocherath – Krinkelt – Staatsgrenze – (L 245 in Nordrhein-Westfalen, Deutschland) |
| N 659     | N 675 – Recht – N 660 – N 62 in Kaiserbaracke |
| N 660     | N 62 – N 659 in Recht |
| N 661     | N 90 in Seraing – Seraing |
| N 663     | N 90a in Ougrée – Boncelles – N 63 – N 633 in Tilff |
| N 666     | N 690 in Pepinster – Banneux – N 62 – Louveigné – N 678 – Deigné – N 633 in Sougné |
| N 667     | N 653 in Wandre – (- Abzweig zur N 671 in Herstal) – N 642/N 653 |
| N 669     | ( in Deutschland) – Staatsgrenze – N 647 |
| N 670     | N 675 – – Hünningen – N 676 |
| N 671     | (N 671 in der Provinz Limburg) – Provinzgrenze – N 619 – N 602 – N 618 – Haccourt – Oupeye – – N 667 – Herstal – Lüttich – – N 617 |
| N 672     | N 61 in Verviers – N 640 – N 629 – Jalhay – N 68 |
| N 673     | in Fléron – N 61 in Prayon |
| N 674     | N 633 – Hayen – Dolembreux (– Abzweig zur N 633 nach Esneux) – N 30 – – N 62 |
| N 675     | (N 675 in der Provinz Luxemburg) – Provinzgrenze – N 659 – Rodt – N 670 – N 62 in Sankt Vith |
| N 676     | N 68 – Sourbrodt – N 647 – Robertville – N 632 – Waimes – Ondenval – Amel – N 658 – N 670 – N 626 in Sankt Vith |
| N 677     | – Flémalle-Haute – Flémalle – N 617 – N 644 – Ivoz-Ramet (- Abzweig zur N 90) – Neuville-en-Condroz – N 639 – N 62 |
| N 678     | N 633 – Sprimont – N 30 – – N 666 – N 62 |
| N 680     | N 90 in Angleur – Wissenschaftspark (Science-Park) Lüttich – N 63 |
| N 681     | Malmedy – Robertville |
| N 683     | N 90 in Seraing – N 615 – Boncelles – N 63 – Plainevaux – N 639 – N 638 – Villers-au-Tour – N 638 in Hody |
| N 684     | N 65 in Villers-le-Bouillet – Kernkraftwerk Tihange – N 90 – N 66 in Strée |
| N 686     | N 62 in Spa – N 633 in La Gleize |
| N 689     | N 633 in Tilff – – N 30 |
| N 690     | N 666 in Pepinster – Theux – N 657 – N 62 |
| N 692     | N 632 – N 658 |
| N 693     | N 62 in Oudler – Burg-Reuland – Staatsgrenze – (L 15 in Rheinland-Pfalz, Deutschland) |
| N 695     | N 626 in Schönberg – Staatsgrenze – (L 17 in Rheinland-Pfalz, Deutschland) |
| N 696     | N 617 in Amay – N 644 – Ombret-Rawsa – Yernée-Fraineux – N 63 in Nandrin |
| N 697     | N 633 in Sougné – N 606 – La Reid – N 62 in Spa |
| N 698     | N 90 in Huy – Provinzgrenze – (N 698 in der Provinz Namur) |

## Provinzziffern 2, 7, 8 und 9
Der Straßenverlauf wird in der Regel von Nord nach Süd und von West nach Ost angegeben.
| Nr.   | Verlauf |
| ----- | --- |
| N 240 | (N 240 in Brabant) – Provinzgrenze – Thisnes – N 624 in Hannut |
| N 752 | (N 752 in der Provinz Limburg) – Provinzgrenze – Waremme – N 784 – N 69 |
| N 755 | (N 755 in der Provinz Limburg) – Provinzgrenze – Rosoux-Crenwick – – N 637 |
| N 765 | (N 765 in der Provinz Limburg) – Provinzgrenze – Cras-Avernas – Trognée – N 637 – Poucet |
| N 784 | (N 784 in der Provinz Limburg) – Provinzgrenze – Oleye – N 752 in Waremme |
| N 814 | (N 814 in der Provinz Luxemburg) – Provinzgrenze – ohne Ort, ohne Abzweig einer klassifizierten Straße – Provinzgrenze – (N 814 in der Provinz Luxemburg)                                                                                                 |
| N 822 | (N 822 in der Provinz Luxemburg) – Provinzgrenze – ohne Ort, ohne Abzweig einer klassifizierten Straße – Provinzgrenze – (N 822 in der Provinz Luxemburg) – Provinzgrenze – Jevigné – Lierneux – N 645 – Provinzgrenze – (N 822 in der Provinz Luxemburg) |
| N 831 | (N 831 in der Provinz Luxemburg) – Provinzgrenze – Tohogne – N 833 – N 86 in Barvaux |
| N 921 | (N 921 in der Provinz Namur) – Provinzgrenze – ohne Ort, ohne Abzweig einer klassifizierten Straße – Provinzgrenze – (N 921 in der Provinz Namur) |